# دیسرائلی، کبک (شهرک)
دیسرائلی (به فرانسوی: Disraeli) شهرکی در منطقه شهری له آپالاش ناحیه شودییر-آپالاش در استان کبک کانادا است. در سرشماری سال ۲۰۱۱ این شهرک ۲٬۶۹۹ نفر جمعیت داشته‌است و مساحت آن ۶٫۴۷ کیلومتر مربع است.